# Grand Prix Formule 1 van België 1978
De Grand Prix Formule 1 van België 1978 werd gehouden op 21 mei 1978 op Zolder.

## Uitslag
| Pos. | Nr. | Coureur               | Constructeur       | Rondes | Tijd / Oorzaak uitval | Grid | Punten |
| ---- | --- | --------------------- | ------------------ | ------ | --------------------- | ---- | ------ |
| 1    | 5   | Mario Andretti        | Lotus-Ford         | 70     | 1:39:52.02            | 1    | 9      |
| 2    | 6   | Ronnie Peterson       | Lotus-Ford         | 70     | +9,90 s               | 7    | 6      |
| 3    | 11  | Carlos Reutemann      | Ferrari            | 70     | +24,34 s              | 2    | 4      |
| 4    | 12  | Gilles Villeneuve     | Ferrari            | 70     | +47,04 s              | 4    | 3      |
| 5    | 26  | Jacques Laffite       | Ligier-Matra       | 69     | Ongeluk               | 14   | 2      |
| 6    | 3   | Didier Pironi         | Tyrrell-Ford       | 69     | +1 Ronde              | 23   | 1      |
| 7    | 30  | Brett Lunger          | McLaren-Ford       | 69     | +1 Ronde              | 24   |        |
| 8    | 33  | Bruno Giacomelli      | McLaren-Ford       | 69     | +1 Ronde              | 21   |        |
| 9    | 31  | René Arnoux           | Martini-Ford       | 68     | +2 Rondes             | 19   |        |
| 10   | 27  | Alan Jones            | Williams-Ford      | 68     | +2 Rondes             | 11   |        |
| 11   | 9   | Jochen Mass           | ATS-Ford           | 68     | +2 Rondes             | 16   |        |
| 12   | 22  | Jacky Ickx            | Ensign-Ford        | 64     | +6 Rondes             | 22   |        |
| 13   | 19  | Vittorio Brambilla    | Surtees-Ford       | 63     | Motor                 | 12   |        |
| DNF  | 16  | Hans-Joachim Stuck    | Shadow-Ford        | 56     | Spin                  | 10   |        |
| NC   | 15  | Jean-Pierre Jabouille | Renault            | 56     | +14 Rondes            | 20   |        |
| DNF  | 20  | Jody Scheckter        | Wolf-Ford          | 53     | Spin                  | 5    |        |
| DNF  | 4   | Patrick Depailler     | Tyrrell-Ford       | 51     | Versnellingsbak       | 13   |        |
| DNF  | 17  | Clay Regazzoni        | Shadow-Ford        | 40     | Transmissie           | 18   |        |
| DNF  | 35  | Riccardo Patrese      | Arrows-Ford        | 31     | Ophanging             | 8    |        |
| DNF  | 36  | Rolf Stommelen        | Arrows-Ford        | 26     | Spin                  | 17   |        |
| DNF  | 2   | John Watson           | Brabham-Alfa Romeo | 18     | Ongeluk               | 9    |        |
| DNF  | 1   | Niki Lauda            | Brabham-Alfa Romeo | 0      | Ongeluk               | 3    |        |
| DNF  | 7   | James Hunt            | McLaren-Ford       | 0      | Ongeluk               | 6    |        |
| DNF  | 14  | Emerson Fittipaldi    | Fittpaldi-Ford     | 0      | Ongeluk               | 15   |        |
| DNQ  | 18  | Rupert Keegan         | Surtees-Ford       |        |                       |      |        |
| DNQ  | 24  | Derek Daly            | Hesketh-Ford       |        |                       |      |        |
| DNQ  | 32  | Keke Rosberg          | Theodore-Ford      |        |                       |      |        |
| DNQ  | 10  | Alberto Colombo       | ATS-Ford           |        |                       |      |        |
| DNPQ | 25  | Héctor Rebaque        | Lotus-Ford         |        |                       |      |        |
| DNPQ | 37  | Arturo Merzario       | Merzario-Ford      |        |                       |      |        |

## Statistieken
| Pole-position | Mario Andretti  | Lotus-Ford | 1:20.90 |
| Snelste ronde | Ronnie Peterson | Lotus-Ford | 1:23.13 |

## Noot
- Dit was het debuut van de Italiaanse coureur Alberto Colombo.

1925 · 1930 · 1931 · 1933 · 1934 · 1935 · 1937 · 1939 · 1947 · 1949 · 1950 · 1951 · 1952 · 1953 · 1954 · 1955 · 1956 · 1958 · 1960 · 1961 · 1962 · 1963 · 1964 · 1965 · 1966 · 1967 · 1968 · 1970 · 1972 · 1973 · 1974 · 1975 · 1976 · 1977 · 1978 · 1979 · 1980 · 1981 · 1982 · 1983 · 1984 · 1985 · 1986 · 1987 · 1988 · 1989 · 1990 · 1991 · 1992 · 1993 · 1994 · 1995 · 1996 · 1997 · 1998 · 1999 · 2000 · 2001 · 2002 · 2004 · 2005 · 2007 · 2008 · 2009 · 2010 · 2011 · 2012 · 2013 · 2014 · 2015 · 2016 · 2017 · 2018 · 2019 · 2020 · 2021 · 2022 · 2023 · 2024 · 2025 · 2026 · 2027 · 2029 · 2031